# Weidemaskerzanger
De weidemaskerzanger (Geothlypis poliocephala) is een zangvogel uit de familie Parulidae (Amerikaanse zangers).

## Verspreiding en leefgebied
Deze soort telt 7 ondersoorten:
- G. p. poliocephala: westelijk Mexico.
- G. p. ralphi: noordoostelijk Mexico.
- G. p. palpebralis: van het oostelijke deel van Centraal-Mexico tot noordelijk Costa Rica.
- G. p. caninucha: van zuidwestelijk Mexico tot zuidelijk Honduras.
- G. p. icterotis: westelijk Nicaragua en westelijk Costa Rica.
- G. p. pontilis: Morelos (het zuidelijke deel van Centraal-Mexico).
- G. p. ridgwayi: zuidwestelijk Costa Rica en westelijk Panama.